# الألعاب الإفريقية الشاطئية
الألعاب الأفريقية الشاطئية هي ألعاب أفريقية شاطئية وبحرية، كانت نسخة 2019، هي أول نسخة تم تنضيمها، وقد تم تنضيمها بدولة الرأس الأخضر،وهناك عديد من الألعاب الشاطئية تدخل في هذه الألعاب، ككرة القدم الشاطئية وكرة الطائرة الشاطئية وغيرها من الألعاب.وهناك مشاركة للنساء والرجال.وقد فاز المغرب بأول نسخة تم تنضيمها(نسخة 2019).

## بعض الرياضات والفائزين بها.
- كرة القدم الشاطئية:منتخب السنغال.
- كرة الطائرة الشاطئية سيدات:منتخب المغرب.
- السباحة البحرية:المنتخب المغربي.

## الترتيب النهائي
- الأول المغرب.
- الثاني الجزائر.
- الثالث تونس.
- الرابع الرأس الأخضر.